# Грузия на летних Олимпийских играх 1996
Грузия принимала участие в Летних Олимпийских играх 1996 года в Атланте (США) в первый раз за свою историю и завоевала две бронзовые медали. Сборную страны представляли 34 спортсмена (27 мужчин и 7 женщин).
23 июля дзюдоист Сосо Липартелиани стал первым спортсменом в истории независимой Грузии, выигравшим олимпийскую медаль.

## 03!Бронза
- Дзюдо, мужчины — Сосо Липартелиани.
- Борьба, мужчины — Эльдар Куртанидзе.

## Результаты соревнований

### Бокс
Мужчины
| Соревнование | Спортсмены        | Первый раунд                                                        | Второй раунд        | Четвертьфинал      | Полуфинал            | Финал                | Место |
| Соревнование | Спортсмены        | Соперник Результат                                                  | Соперник Результат  | Соперник Результат | Соперник Результат   | Соперник Результат   | Место |
| ------------ | ----------------- | ------------------------------------------------------------------- | ------------------- | ------------------ | -------------------- | -------------------- | ----- |
| до 91 кг     | Георгий Канделаки | ECUТ. Гарсия В отказ соперника от продолжения боя после 2-го раунда | POLВ. Бартник В 6:1 | CUBФ. Савон П 4:20 | завершил выступление | завершил выступление | 9     |

### Борьба
Мужчины
Греко-римская борьба
| Категория | Спортсмены     | Первый раунд            | 1/8 финала         | Четвертьфинал      | Полуфинал             | Финал                | Место |
| Категория | Спортсмены     | Соперник Результат      | Соперник Результат | Соперник Результат | Соперник Результат    | Соперник Результат   | Место |
| --------- | -------------- | ----------------------- | ------------------ | ------------------ | --------------------- | -------------------- | ----- |
| до 48 кг  | Гела Папашвили | ITAФ. Константино В 8:6 | BULБ. Ценов В 7:4  | не участвовал      | KORСим Гвон Хо П 0:11 | завершил выступление | 6     |
| до 48 кг  | Гела Папашвили | ITAФ. Константино В 8:6 | BULБ. Ценов В 7:4  | не участвовал      | Утешительный турнир   |                      | 6     |
| до 48 кг  | Гела Папашвили | ITAФ. Константино В 8:6 | BULБ. Ценов В 7:4  | не участвовал      | RUSЗ. Гулиев П 0:6    | CUBВ. Санчес П 0:4   | 6     |